# Dennis Hadžikadunić
Dennis Hadžikadunić (in cirillico: Деннис Хаџикадунић?; Malmö, 9 luglio 1998) è un calciatore bosniaco con cittadinanza svedese, difensore dell'Amburgo, in prestito dal Rostov, e della nazionale bosniaca.

## Carriera

### Club
Cresciuto nel vivaio del BK Olympic, club minore della periferia meridionale di Malmö, nel 2012 è entrato nel settore giovanile del Malmö FF, la principale squadra della regione e una delle principali a livello nazionale.
Il 10 ottobre 2016 ha firmato un contratto di apprendistato che gli ha consentito di entrare nell'orbita della prima squadra. Venti giorni dopo ha fatto il debutto personale in Allsvenskan, subentrando all'infortunato Kári Árnason nel secondo tempo della sconfitta per 1-0 sul campo del Gefle, risultato indolore per la squadra poiché arrivato a titolo nazionale già acquisito.
Durante l'annata 2017 ha collezionato quattro presenze in campionato. Nel corso della seconda metà della stagione, più precisamente nel mese di settembre, ha firmato un contratto fino al 2020 con la squadra "A".
Per l'inizio della stagione 2018, il Malmö FF ha deciso di girare Hadžikadunić in prestito al Trelleborg, squadra neopromossa in Allsvenskan con sede nella contea della Scania, la stessa di Malmö. La durata del prestito è stata di pochi mesi, fino al successivo 15 luglio.
In estate, Hadžikadunić ha lasciato il Trelleborg per fine prestito, ma non ha continuato a giocare nel Malmö dato che il club azzurro ha accettato l'offerta dei russi del Rostov, la quale secondo alcuni organi di stampa si aggirava intorno ai 10 milioni di corone svedesi. Tra l'estate 2018 e il marzo 2022 ha totalizzato 60 presenze in Prem'er-Liga.
L'11 marzo 2022, il Malmö FF ha annunciato il ritorno di Hadžikadunić attraverso un prestito valido fino alla fine dell'anno.
Il 18 gennaio 2023 si trasferisce, sempre a titolo temporaneo, al Maiorca.
Il 6 luglio 2023 viene ceduto in prestito all'Amburgo.

## Statistiche

### Presenze e reti nei club
Statistiche aggiornate al 10 maggio 2024.
| Stagione        | Squadra         | Campionato      | Campionato | Campionato | Coppe nazionali | Coppe nazionali | Coppe nazionali | Coppe continentali | Coppe continentali | Coppe continentali | Altre coppe | Altre coppe | Altre coppe | Totale | Totale |
| Stagione        | Squadra         | Comp            | Pres       | Reti       | Comp            | Pres            | Reti            | Comp               | Pres               | Reti               | Comp        | Pres        | Reti        | Pres   | Reti   |
| --------------- | --------------- | --------------- | ---------- | ---------- | --------------- | --------------- | --------------- | ------------------ | ------------------ | ------------------ | ----------- | ----------- | ----------- | ------ | ------ |
| 2016            | Malmö FF        | A               | 1          | 0          | -               | -               | -               | -                  | -                  | -                  | -           | -           | -           | 1      | 0      |
| 2017            | Malmö FF        | A               | 4          | 0          | -               | -               | -               | -                  | -                  | -                  | -           | -           | -           | 4      | 0      |
| 2018            | Trelleborg      | A               | 10         | 0          | CS              | 2               | 0               | -                  | -                  | -                  | -           | -           | -           | 12     | 0      |
| 2018-2019       | Rostov          | PL              | 8          | 0          | CR              | 4               | 1               | -                  | -                  | -                  | -           | -           | -           | 12     | 1      |
| 2019-2020       | Rostov          | PL              | 17         | 1          | CR              | 2               | 0               | -                  | -                  | -                  | -           | -           | -           | 19     | 1      |
| 2020-2021       | Rostov          | PL              | 25         | 1          | CR              | 1               | 0               | UEL                | 1                  | 0                  | -           | -           | -           | 27     | 1      |
| 2021-mar. 2022  | Rostov          | PL              | 10         | 0          | CR              | 1               | 0               | -                  | -                  | -                  | -           | -           | -           | 11     | 0      |
| Totale Rostov   | Totale Rostov   | Totale Rostov   | 60         | 2          |                 | 8               | 1               |                    | 1                  | 0                  |             | -           | -           | 69     | 3      |
| mar.-dic. 2022  | Malmö FF        | A               | 25         | 1          | CS              | 2               | 0               | UCL+UEL            | 3+9                | 0                  | -           | -           | -           | 39     | 1      |
| Totale Malmö FF | Totale Malmö FF | Totale Malmö FF | 30         | 1          |                 | 2               | 0               |                    | 12                 | 0                  |             | -           | -           | 44     | 1      |
| gen.-giu. 2023  | Maiorca         | PD              | 8          | 0          | -               | -               | -               | -                  | -                  | -                  | -           | -           | -           | 8      | 0      |
| 2023-2024       | Amburgo         | 2.B             | 24         | 1          | CG              | 3               | 0               | -                  | -                  | -                  | -           | -           | -           | 27     | 1      |
| Totale carriera | Totale carriera | Totale carriera | 132        | 4          |                 | 15              | 1               |                    | 13                 | 0                  |             | -           | -           | 160    | 5      |

### Cronologia presenze e reti in nazionale
| Cronologia completa delle presenze e delle reti in nazionale ― Bosnia ed Erzegovina | Cronologia completa delle presenze e delle reti in nazionale ― Bosnia ed Erzegovina | Cronologia completa delle presenze e delle reti in nazionale ― Bosnia ed Erzegovina | Cronologia completa delle presenze e delle reti in nazionale ― Bosnia ed Erzegovina | Cronologia completa delle presenze e delle reti in nazionale ― Bosnia ed Erzegovina | Cronologia completa delle presenze e delle reti in nazionale ― Bosnia ed Erzegovina | Cronologia completa delle presenze e delle reti in nazionale ― Bosnia ed Erzegovina | Cronologia completa delle presenze e delle reti in nazionale ― Bosnia ed Erzegovina |
| Data                                                                                | Città                                                                               | In casa                                                                             | Risultato                                                                           | Ospiti                                                                              | Competizione                                                                        | Reti                                                                                | Note                                                                                |
| ----------------------------------------------------------------------------------- | ----------------------------------------------------------------------------------- | ----------------------------------------------------------------------------------- | ----------------------------------------------------------------------------------- | ----------------------------------------------------------------------------------- | ----------------------------------------------------------------------------------- | ----------------------------------------------------------------------------------- | ----------------------------------------------------------------------------------- |
| 11-10-2020                                                                          | Zenica                                                                              | Bosnia ed Erzegovina                                                                | 0 – 0                                                                               | Paesi Bassi                                                                         | UEFA Nations League 2020-2021 - 1º turno                                            | -                                                                                   |                                                                                     |
| 14-10-2020                                                                          | Breslavia                                                                           | Polonia                                                                             | 3 – 0                                                                               | Bosnia ed Erzegovina                                                                | UEFA Nations League 2020-2021 - 1º turno                                            | -                                                                                   | 33’                                                                                 |
| 15-11-2020                                                                          | Amsterdam                                                                           | Paesi Bassi                                                                         | 3 – 1                                                                               | Bosnia ed Erzegovina                                                                | UEFA Nations League 2020-2021 - 1º turno                                            | -                                                                                   |                                                                                     |
| 18-11-2020                                                                          | Sarajevo                                                                            | Bosnia ed Erzegovina                                                                | 0 – 2                                                                               | Italia                                                                              | UEFA Nations League 2020-2021 - 1º turno                                            | -                                                                                   |                                                                                     |
| 24-3-2021                                                                           | Helsinki                                                                            | Finlandia                                                                           | 2 – 2                                                                               | Bosnia ed Erzegovina                                                                | Qual. Mondiali 2022                                                                 | -                                                                                   |                                                                                     |
| 27-3-2021                                                                           | Zenica                                                                              | Bosnia ed Erzegovina                                                                | 0 – 0                                                                               | Costa Rica                                                                          | Amichevole                                                                          | -                                                                                   | 76’                                                                                 |
| 31-3-2021                                                                           | Sarajevo                                                                            | Bosnia ed Erzegovina                                                                | 0 – 1                                                                               | Francia                                                                             | Qual. Mondiali 2022                                                                 | -                                                                                   | 16’                                                                                 |
| 2-6-2021                                                                            | Sarajevo                                                                            | Bosnia ed Erzegovina                                                                | 0 – 0                                                                               | Montenegro                                                                          | Amichevole                                                                          | -                                                                                   |                                                                                     |
| 6-6-2021                                                                            | Brøndbyvester                                                                       | Danimarca                                                                           | 2 – 0                                                                               | Bosnia ed Erzegovina                                                                | Amichevole                                                                          | -                                                                                   |                                                                                     |
| 1-9-2021                                                                            | Strasburgo                                                                          | Francia                                                                             | 1 – 1                                                                               | Bosnia ed Erzegovina                                                                | Qual. Mondiali 2022                                                                 | -                                                                                   |                                                                                     |
| 4-9-2021                                                                            | Zenica                                                                              | Bosnia ed Erzegovina                                                                | 1 – 0                                                                               | Kuwait                                                                              | Amichevole                                                                          | -                                                                                   | 85’                                                                                 |
| 7-9-2021                                                                            | Zenica                                                                              | Bosnia ed Erzegovina                                                                | 2 – 2                                                                               | Kazakistan                                                                          | Qual. Mondiali 2022                                                                 | -                                                                                   | 30’ 68’                                                                             |
| 12-10-2021                                                                          | Leopoli                                                                             | Ucraina                                                                             | 1 – 1                                                                               | Bosnia ed Erzegovina                                                                | Qual. Mondiali 2022                                                                 | -                                                                                   |                                                                                     |
| 16-11-2021                                                                          | Zenica                                                                              | Bosnia ed Erzegovina                                                                | 0 – 2                                                                               | Ucraina                                                                             | Qual. Mondiali 2022                                                                 | -                                                                                   | 90+3’                                                                               |
| 29-3-2022                                                                           | Zenica                                                                              | Bosnia ed Erzegovina                                                                | 1 – 0                                                                               | Lussemburgo                                                                         | Amichevole                                                                          | -                                                                                   | 49’                                                                                 |
| 4-6-2022                                                                            | Helsinki                                                                            | Finlandia                                                                           | 1 – 1                                                                               | Bosnia ed Erzegovina                                                                | UEFA Nations League 2022-2023 - 1º turno                                            | -                                                                                   |                                                                                     |
| 11-6-2022                                                                           | Podgorica                                                                           | Montenegro                                                                          | 1 – 1                                                                               | Bosnia ed Erzegovina                                                                | UEFA Nations League 2022-2023 - 1º turno                                            | -                                                                                   |                                                                                     |
| 14-6-2022                                                                           | Zenica                                                                              | Bosnia ed Erzegovina                                                                | 3 – 2                                                                               | Finlandia                                                                           | UEFA Nations League 2022-2023 - 1º turno                                            | -                                                                                   |                                                                                     |
| 23-9-2022                                                                           | Zenica                                                                              | Bosnia ed Erzegovina                                                                | 1 – 0                                                                               | Montenegro                                                                          | UEFA Nations League 2022-2023 - 1º turno                                            | -                                                                                   | 79’                                                                                 |
| 23-3-2023                                                                           | Zenica                                                                              | Bosnia ed Erzegovina                                                                | 3 – 0                                                                               | Islanda                                                                             | Qual. Euro 2024                                                                     | -                                                                                   | 71’                                                                                 |
| 8-9-2023                                                                            | Zenica                                                                              | Bosnia ed Erzegovina                                                                | 2 – 1                                                                               | Liechtenstein                                                                       | Qual. Euro 2024                                                                     | -                                                                                   |                                                                                     |
| 11-9-2023                                                                           | Reykjavík                                                                           | Islanda                                                                             | 1 – 0                                                                               | Bosnia ed Erzegovina                                                                | Qual. Euro 2024                                                                     | -                                                                                   | 29’                                                                                 |
| 13-10-2023                                                                          | Vaduz                                                                               | Liechtenstein                                                                       | 0 – 2                                                                               | Bosnia ed Erzegovina                                                                | Qual. Euro 2024                                                                     | -                                                                                   |                                                                                     |
| 16-10-2023                                                                          | Zenica                                                                              | Bosnia ed Erzegovina                                                                | 0 – 5                                                                               | Portogallo                                                                          | Qual. Euro 2024                                                                     | -                                                                                   | 83’                                                                                 |
| 19-11-2023                                                                          | Zenica                                                                              | Bosnia ed Erzegovina                                                                | 1 – 2                                                                               | Slovacchia                                                                          | Qual. Euro 2024                                                                     | -                                                                                   |                                                                                     |
| 21-3-2024                                                                           | Zenica                                                                              | Bosnia ed Erzegovina                                                                | 1 – 2                                                                               | Ucraina                                                                             | Qual. Euro 2024                                                                     | -                                                                                   |                                                                                     |
| 3-6-2024                                                                            | Newcastle upon Tyne                                                                 | Inghilterra                                                                         | 3 – 0                                                                               | Bosnia ed Erzegovina                                                                | Amichevole                                                                          | -                                                                                   | 74’                                                                                 |
| 9-6-2024                                                                            | Empoli                                                                              | Italia                                                                              | 1 – 0                                                                               | Bosnia ed Erzegovina                                                                | Amichevole                                                                          | -                                                                                   | 81’                                                                                 |
| Totale                                                                              |                                                                                     | Presenze                                                                            | 28                                                                                  |                                                                                     | Reti                                                                                | 0                                                                                   |                                                                                     |

## Palmarès

### Club

#### Competizioni nazionali
- Campionato svedese: 2

Malmö: 2016, 2017
- Coppa di Svezia: 1

Malmö: 2021-2022